# Johanna Schwarz
Johanna Wilhelmina Schwarz, född 31 maj 1931 i Österrike, död 5 september 1996, var en norsk författare. 

## Biografi och verk
Johanna Schwarz föddes i Österrike men flydde som barn till Sverige för att undslippa judeförföljelserna. Schwarz kom till Bergen i 1961, där hon blev anställd som universitetslektor i svenskt språk och litteratur och var lektor på Voss i sju år innan hon kom till Kongsberg 1975.
I Norge skrev hon dagsaktuella, kommenterande dikter («dagsedlar») i tidningarna Orientering och Klasskampen. På 1970-talet blev hon aktiv i ml-rörelsen (en marxist-leninistisk rörelse), och skrev bland annat inledningstalet till det maoistiska partiet AKP(m-l)s offentliga möte i Bergen då partiet grundades 1973.
Schwarz har beskrivits som en kulturell frigörare, och kunde på egen hand hålla liv i flera solidaritetsrörelser med sin bakgrund och mångskiftande engagemang. Hon var judisk flykting, nästan blind, katolik, kommunist, svensktalande i Norge och författare.
Johanna är mest känd som författare och har gett ut flera diktsamlingar. Hon har även gett ut barnböcker, en av dem var Labyrinten, som handlade om personer med dålig syn.
Några av hennes texter har blivit tonsatta, bland annat på albumet Trollflir (MAI 7806), där Asbjørn Eldens och Johanna Schwarz dikter och dagsedlar framförs av Jon Arne Corell, tillsammans med bland andra Lars Klevstrand.

## Drama
- Philemon och Baucis – hørespill, NRK Radioteatern (1977)
- Lucy Straat – hørespill, NRK, Radioteatern (1989)

## Eftermäle
Johanna Schwarz väg på Kongsberg har fått namn av henne. En byst av Schwarz utförd av skulptören Marit Wiklund har fått plats i Kongsberg bibliotek.